# 468581 Maiajasperwhite
468581 Maiajasperwhite este o planetă minoră (asteroid) din centura de asteroizi. A fost descoperită pe 11 mai 2007 la Lulin Observatory⁠(d) de . 
Obiectul prezintă o orbită caracterizată de o semiaxă mare de 2,6821869886578 UAi, o excentricitate de 0,20824192639931, o înclinație de 13,572990501261 ° în raport cu ecliptica.